# Large Binocular Telescope
Large Binocular Telescope (LBT, nazwa tłumaczona na j. polski to: Wielki Teleskop Lornetkowy lub Wielki Teleskop Dwuobiektywowy) – wielki teleskop złożony z dwóch teleskopów w jednym budynku. Każdy nachylony jest pod nieznacznie innym kątem względem sąsiada. Siłą rzeczy, jest to największa na świecie lornetka. Teleskop pracujący w zakresie światła widzialnego i bliskiej podczerwieni z tzw. optyką aktywną. Został zbudowany przez LBT Consortium nakładem finansowym instytutów i uczelni z USA, Włoch i Niemiec.

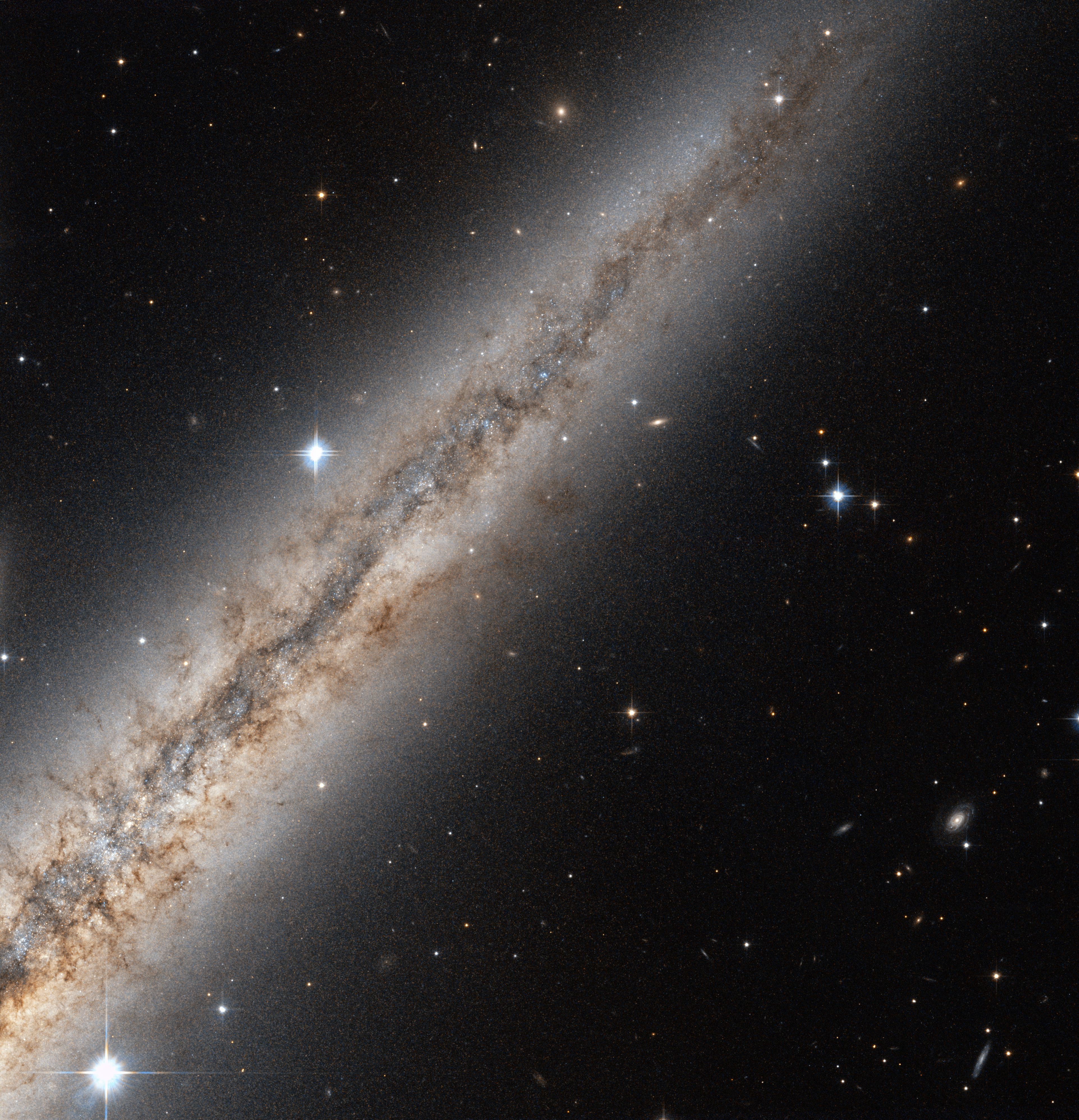
Galaktyka NGC 891 została wybrana jako pierwszy obiekt obserwacji

Teleskop znajduje się w Międzynarodowym Obserwatorium na górze Mount Graham w Arizonie na wysokości 3221 m n.p.m. Oba zwierciadła teleskopu są monolityczne, o średnicy 8,4 m każde. Łączna powierzchnia zwierciadeł wynosi 111 m². Jego możliwości są zatem porównywalne z teleskopem z pojedynczym lustrem o średnicy 11,8 m.

## Najważniejsze odkrycia
- razem z satelitą XMM-Newton odkrył 2XMM J083026+524133 – bardzo wielką i odległą gromadę galaktyk
- efekt poświaty powstały po rozbłysku gamma GRB 070125